# Trichonectria hyalocristata
Trichonectria hyalocristata är en lavart som beskrevs av Scheuer 1988. Trichonectria hyalocristata ingår i släktet Trichonectria och familjen Bionectriaceae.   Inga underarter finns listade i Catalogue of Life.